# Datace stvoření
V průběhu věků různé kultury věřily, že svět se stvořil nebo byl stvořen někdy v blízké minulosti, a že dataci stvoření lze zjistit např. rozborem náboženských knih a fyzikálních údajů.

## Data stvoření
Různé historické kultury mají svá data pro chvíli stvoření světa. Existuje mnoho různých historických kalendářů, založených právě na těchto datech. Dále jsou uvedeny některé příklady předkládaných dat stvoření, včetně dat zjištěných pomocí nejmodernějších vědeckých postupů.
- Mayská civilizace – 11. nebo 13. srpen, 3114 př. n. l.
- Judaismus – 22. září nebo 29. března 3760 př. n. l.
- James Ussher (1654) – 23. října 4004 př. n. l.
- Římské martyrologium, Maria de Ágreda – 5199 př. n. l.
- Teorie velkého třesku – stáří vesmíru mezi 11–20 miliardami let, s nejvíce citovaným údajem 13,7 ± 0,2 miliardy let.
- Radiometrické datování – svět (planeta Země) před 4,55 (± 1%) miliardy let.
- Věčnost – Postulát zastávaný množstvím skupin včetně bývalých a současných vědců a New Age, že vesmír vždy existoval a díky tomu neexistuje žádný jeho „počátek“ (i když Země a další nebeské objekty mohly vzniknout v jistém časovém úseku od dnešní doby). Jednou z takových bývalých vědeckých teorií je Teorie ustáleného stavu. Buddhisté a hinduisté věří v cyklický vesmír, skládajícího se z nekonečného počtu expanzí, smršťování a postupné nápravy.

## Datum stvoření podle mayského kalendáře
Mayský kalendář začíná datem počátkem posledního světového časového cyklu, což je 11. nebo 13. srpna 3114 př. n. l. (podle Gregoriánského kalendáře).

## Datum stvoření podle Genesis
Bible začíná První Mojžíšovou knihou zvanou Genesis, ve které je popisováno stvoření světa Bohem v šesti dnech, včetně prvního člověka jménem Adam. Genesis dále pokračuje vyjmenováním Adamových potomků, u nichž v mnoha případech udává věk, ve kterém měli děti a věk odchodu na věčnost. Pokud se tyto události a stáří poskládají jak jdou v bibli za sebou, je možné vystavět chronologii jednotlivých událostí ve Starém zákonu v závislosti na době stvoření.
Někteří učenci však šli dál a pokusili se provázat tuto chronologii se zaznamenanou historií a zjistit tak datum stvoření vzhledem k modernímu kalendáři. Přestože jsou v bibli části, kde nejsou uváděna data, chronologie může být interpretována pomocí různých cest, jejichž důsledkem jsou různé odhady data stvoření.
Při použití takových modelů hledání data biblického stvoření se došlo v převládající míře ke dvěma dominantním datům – roku 5500 př. n. l. a roku 4000 př. n. l. Tato data byla vypočítána ze dvou různých verzí bible a většina vzniklého rozdílu mezi nimi pochází z její nejstarší části, Genesis. Starší datum má základ v řecké Septuagintě. Pozdější datum je odvozeno z Masoretského textu. Patriarchové od Adama po Teracha, Abrahámova otce, měli často více než sto let, když zplodili v bibli uvedeného syna, jak je zaznamenáno v Septuagintě nebo ve Vulgatě (Genesis 5,11). Čistý rozdíl mezi těmito dvěma genealogiemi v Genezi byl 1466 let (ignoruje nejasná „podružná léta po potopě“), což je fakticky rozdíl 1500 let mezi daty 5500 př. n. l. a 4000 př. n. l.
Někteří tradiconalističtí katolíci používají rok 5199 př. n. l., který je vzat z katolických martyrologií a narážející na pravdivé datum stvoření v „Mystickém Božím městě“, v 17. století napsané mystické práci od Maria de Agredy týkající se díla a života Panny Marie.
V anglicky mluvícím světě je jedním z nejznámějším novodobých dat odhad arcibiskupa Jamese Usshera (1581–1656), který navrhl datum Stvoření na sobotu 23. října 4004 př. n. l. podle Juliánského kalendáře. Datum Stvoření umístil, z důvodu přesného času, na dobu soumrak předcházející navržené neděli (viz Ussherova chronologie).

## Datum stvoření podle Talmudu
Židovskými učenci prosazované podobné interpretace (hlavně jako uváděné v předtalmudickém díle Seder Olam), udávají podle Talmudu dvě podobná data Stvoření. Uvádí, že první dnem týdne Stvoření byl Elul 25, AM 1 nebo Adar 25, AM 1, téměř dvanáct nebo šest měsíců, po moderní epoše Hebrejského kalendáře. Většinou je preferováno datum Elul 25, i když někteří učenci přiklání k Adaru 25. Když byla tato data vybrána, obě znamenala první den týdne (neděli), ale v moderním kalendáři, rozvinutém později tímto dnem nejsou. Šestý den týdne Stvoření, kdy byl stvořen Adam, byl prvním dnem následujícího měsíce, tedy Tišri nebo Nisan, první měsíc duchovního nebo občanského roku. V obou případech byla epocha moderního kalendáře nazývána molad tohu nebo znamenající nový měsíc chaosu, protože existoval před Stvořením. Tato epocha byla Tišri 1, AM 1 nebo 7. říjen 3761 př. n. l., pozdější odpovídající tabulkové datum v proleptickém Juliánském kalendáři.

## Datum stvoření podle Hindského náboženství
Podle Hindských náboženských knih podstupuje vesmír neustálé cykly ničení a stvoření. Každý vesmírný cyklus trvá jeden Brahmův životní cyklus, který zahrnuje 311,04 triliónu pozemských let. Stáří současného vesmíru je údajně 155 triliónů let, což odpovídá 51 letem stáří Brahmy. Je důležité poznamenat, že se věří že vesmír prožívá nesčetné cykly expanzí a následujících kontrakcí v jedné vlastní iteraci